# Motivul măicuței bătrâne în „Miorița”
De regulă, variantele nord-transilvănene ale Mioriței se isprăvesc cu cântecul de jale al fluierului / trâmbiței (“Fluieru și-a fluierá, / Trâmbița și-a trâmbițá”), respectiv bocetul oilor (“Oile tăte-or zbiera”, “Oile tăte m-or plînge”). Formula e reluată în ultimele versuri: “Oile cele bălăi / Mândru m-or cânta pe văi; / Oile cele cornute / Mândru m-or cânta pe munte”. 
- Bocitoarele

Secvența nu a generat niciodată discuții polemice, toată lumea fiind de acord că “bocetul oilor poate fi interpretat ca o substituție a bocetelor obișnuite” , a “lamentațiilor rituale”, strict necesare dintr-o perspectivă a tradiției: “Se știe foarte bine că «bocirea» mortului de către mamă sau de către «surorelele din sat» intră sub incidența obligației în satul de tip tradițional românesc. Iar în cazul în care se întâmplă să moară un străin în sat, membrii colectivității respective aveau datoria de a «tocmi» bocitoare care să îndeplinească datina. Neîndeplinirea cerinței însemna «un mare păcat». Este și situația păstorului. Bocitoarele lui vor fi «oile cele cornute»” 

“Mi-aduc aminte ce-mi povestea un om singuratic din Maramureș, despre un om care a murit mai anii trecuți în munți. Seara, bătrânul s-a dus peste noapte să păzească oile pe plai. Și-a doua zi dimineața, oamenii din lăcașul acela, văzând că bătrânul nu se mai întoarce cu oile, s-au dus să-l caute. Pe plai au văzut oile adunate laolaltă, în jurul bătrânului, care peste noapte murise și oile toate stăteau lângă el, cu capetele proptite în trupul lui mort. E o întâmplare reală din Maramureș. Miorița nu este un basm, ci un adevăr care se repetă cu fiecare generație.” 
- Bocet după fecior

Mai întâi George Coșbuc, la începutul secolului al XX-lea, apoi Ovidiu Bârlea (Colindatul în Transilvania, 1969, p. 279.) , prin anii `60, dar și alți exegeți, au luat în calcul o analiză pornind de la coada textului, fiind de părere că un bocet după fecior s-ar fi transformat în testament și ulterior au fost adăugite diferite pretexte pentru moartea lui.
În variantele nord-transilvănene, cel mai uzitat pretext  oferit măicuței pentru neîntoarcerea pasotului este că întârzie pe munte cu oile șchioape, iar apoi promisiunea (deșartă) că va veni într-un târziu: “Numai voi îți zîce / C-am rămas mai înapoi / Cu cele șchioape de oi…” (TM 21). În alte variante cere să i se spună măicuței că a rătăcit oile: “Spuneți c-am rătăcit, / Am pierdut mieii / Umblu după ii; / Am pierdut oile / Umblu după ele.” Acest motiv pastoral – ciobanul care și-a pierdut oile – a fost semnalat și de profesorul Dumitru Pop , afirmând că de el “se leagă întâia atestare a folclorului românesc”. Iar Adrian Fochi (1985) susține că motivul se numără, alături de alte 17 texte, printre creațiile folclorice ce compun “zestrea patrimoniului culturii stră-românești” 
- Motivul tinerilor nelumiți

Un alt pretext, cu totul insolit pentru versinea-colind și semnalat sporadic, este proiecția  unei imposibile nunți: “Nu si, mamă, întristată / C-a zini și el odată. / Nu si, mamă, cu bănat / Fecioru tău s-o-nsurat / C-o mîndră crăiasă / Dintre fete mai aleasă”. 
Un ritual arhaic, păstrat destul de fidel în folclorul transilvănean, se referă la moartea celor necăsătoriți, indiferent dacă e vorba de un fecior sau o fată și indiferent de motivul morții. Despre aceștia se mai spune că sunt nelumiți, adică neîmpăcați cu lumea, deci fără un destin împlinit: “Numai tu te-ai măritat / Dup-un fecior de-mpărat / Și te-ai dus la casa lui, / În fundu pământului / Unde leac de soare nu-i” – bocet după fată. “Măi frate, la nunta ta / Nu-s feciori să chiotea` / Și nici fete să horea`. / Feciorii-s fără de clop, / Nu-i mere cu ei la joc; / Și fetele-s despletite, / După tine-s bănuite” sau “Vai, puiuț, dragu tatii, / Vai, bine te-ai însurat, / Fată din sat n-ai luat, / Da` din poarta cerului / Pă fata-mpăratului” – bocet după fecior.
Destinul omului este alcătuit din trei momente esențiale: naștera, căsătoria (nunta) și moartea. În concepția populară, dacă moartea survine înaintea nunții, înseamnă că feciorul sau fata rămân nelumiți. Menirea lor creatoare și integratoare a rămas neîmplinită. Situația e socotită nefastă, iar comunitatea (care nu își permite să își asume nici un risc) se simte obligată să împlinească destinul și să oficieze, simbolic, o nuntă necesară: “…tinerii care mureau necăsătoriți erau îmbrăcați în haine de mire sau de mireasă (…). La înmormântare erau prezenți și muzicanții, care la scoaterea mortului din casă și la coborârea lui în groapă, cântau marșul de cununie. Obiceiul a dispărut la începutul secolului [al XX-lea], datorită intervenției autoritare a preotului din sat, care l-a calificat drept un obicei sălbatic” 
Avem deci suficiente dovezi că obiceiul a fost cunoscut și practicat în Transilvania, dar faptul că textele mioritice de aici îl ignoră, dovedește nejustificarea utilizării lui. Pentru că în Miorița-colind nu e vorba de o moarte reală a ciobanului, ci de una ipotetică și rituală. În schimb, versiunea-baladă îl valorifică din plin (iar Constantin  Brăiloiu și Adrian Fochi îl socotesc drept întemeietor): “Să le spui curat / Că m-am însurat / Cu-o mîndră crăiasă, / A lumii mireasă; / Că la nunta mea / A căzut o stea…” (varianta Alecsandri).
A treia secvență se desfășoară după același tipic funerar, preluând o altă imagine ades utilizată în bocete, în care măicuța îl așteaptă (în zadar) pe fecior, cu masa pusă: “Măicuța m-a agodi / Tot cu cina caldă-n masă / Și cu apă rece-n vasă. / Cina-n masă s-a răci, / Apa-n vasă s-a-ncălzi, / Eu la masă n-oi sosi”. Din vastul repertoriu al bocetelor reținem un singur exemplu în acest sens, un fragment dintr-un bocet pentru mireasă: “Numai noi te-om aștepta / Cu cină și cu lumină / Și cu dor de la inimă. / Tot cu cină caldă-n masă / Și cu apă rece-n vasă. / Cina-n masă s-a răci, / Apa-n vasă s-a-ncălzi / Și tu șohan nu-i veni” 